# Cipotânea
Cipotânea, amtlich portugiesisch Município de Cipotânea, zuvor São Caetano do Xopotó, ist ein brasilianisches Municipio im Bundesstaat Minas Gerais. Seine Fläche beträgt 153,479 km².

## Geographie
Gemäß der aktuellsten geografischen Klassifizierung (2017) des IBGE ist Cipotânea eine Gemeinde der unmittelbaren geografischen Region Barbacena in der intermediären geografischen Region Barbacena.
Das Munizip Cipotânea wird vom Fluss Xopotó und seinen Nebenflüssen Rio Espera und Rio Brejaúba durchflossen. Cipotânea grenzt an die Gemeinden Alto Rio Doce, Rio Espera, Brás Pires und Senhora de Oliveira.

## Demografie
Nach Angaben der Volkszählung von 2010 hatte das Munizip 6.547 Einwohner, davon 3.014 im städtischen Gebiet (46 %) und 3.533 im ländlichen Gebiet (54 %).
Laut der brasilianischen Volkszählung 2022 betrug die Einwohnerzahl 5.581. Und nach der Schätzung aus dem Jahre 2024 hatte Cipotânea 5.599 Einwohner.

### Bevölkerungsentwicklung von Cipotânea
| Jahr           | Bevölkerung |
| -------------- | ----------- |
| 1991           | 6.240       |
| Schätzung 1996 | 6.424       |
| 2000           | 6.345       |
| Schätzung 2007 | 6.539       |
| 2010           | 6.547       |
| Schätzung 2016 | 6.850       |
| 2022           | 5.581       |
| Schätzung 2024 | 5.599       |

## Geschichte
Die Siedlung mit dem Namen São Caetano do Xopotó wurde 1711 von portugiesischen Bandeirantes gegründet. 1755 wurde eine erste Kapelle erbaut, 1857 eine eigene Pfarrei errichtet. Den heutigen Namen erhielt der Ort 1938, im Jahr 1953 wurde er zur Gemeinde erhoben, wirksam 1954.

## Wirtschaft und Tourismus
Die Gemeinde lebt von der Landwirtschaft und ist bekannt für ihre handwerkliche Produktion aus Maisstroh. Die wichtigsten Attraktionen sind die Maisfeste (Juli) und das Jubiläum von São Caetano (August), die jedes Jahr gefeiert werden.
Cipotânea hat eine wunderschöne Mutterkirche, die dem Schutzpatron São Caetano geweiht ist, einem italienischen Heiligen und Gründer des Ordens der Theatiner. Seit den 1970er Jahren ist Padre Rogério Venâncio de Rezende Vikar der Pfarrei São Caetano.

## Politik
Stadtpräfekt (Bürgermeister) der Gemeinde ist für die Wahlperiode 2017–2020 José Bonifácio Gomes (PHS). Der für die Amtszeit 2021–2024 gewählte Bürgermeister ist Roberto Henriques de Oliveira. Er wurde für eine weitere Amtszeit 2025–2028 gewählt.

## Persönlichkeiten
- José Nicomedes Grossi (1915–2009), römisch-katholischer Geistlicher, Bischof von Bom Jesus da Lapa
- Antônio Afonso de Miranda (1920–2021), römisch-katholischer Ordensgeistlicher, Bischof von Lorena und Taubaté sowie Autor
- José Gonçalves Heleno (1927–2021), römisch-katholischer Geistlicher, Bischof von Governador Valadares
- Hélio Gonçalves Heleno (1935–2012), römisch-katholischer Geistlicher, Bischof von Caratinga
- Getúlio Teixeira Guimarães (1937–2020), römisch-katholischer Ordensgeistlicher, Bischof von Cornélio Procópio